# クリスマス・イブ (テレビドラマ)
『クリスマス・イヴ』は、1990年10月12日から同年12月21日にTBS系列で金曜日21:00 - 21:54に放送されたテレビドラマ。全11話。

## 概要
都市銀行の都心の支店を舞台に、若い総合職の男性と一般職の女性の行内結婚を巡る恋愛模様を描いた。大手都市銀行の総合職の男性をエリートの象徴とし、不良債権など予期していない点など景気の良いバブル末期の世相を反映していた。大手都市銀行員の若いイケメン男性総合職と女性一般職との恋愛、優秀な法人融資課長と女性一般職の支店内不倫、クリスマスイブが恋人同士の一年最大のビッグイベントとして描かれ、その日をめぐる人間模様など、バブル期のエリート達の姿を知ることのできる作品である。
因みにドラマの舞台となる架空の東西銀行の三田支店のある高層ビルは、実際は港区に当時完成したばかりの日本電気本社ビル(NEC SUPER TOWER)である。
このドラマの視聴率は最終回に近づくにつれて上昇し、最終回では20%を超えるヒット作となった。
1991年10月4日には、スペシャル版『クリスマス・イヴからはじめよう』が放送され、完結した。また、このスペシャル版には剛の親友であり、ライバル銀行の行員でもある役を唐沢寿明が演じて注目された。
主演の仙道敦子と吉田栄作は、1993年秋に金曜ドラマ枠で放送された『徹底的に愛は…』でも主演を務めている（プロデューサーも同じく遠藤環）。

## キャスト
- 河合雪子：仙道敦子
- 藤井剛：吉田栄作
- 望月美咲：清水美砂
- 前川くるみ：松下由樹
- 前川杉作：ヒロミ
- 村上英子：羽田美智子
- 河合工：村井国夫
- 河合香代子：吉行和子
- 村上達也：宅麻伸

スペシャル版「クリスマス・イヴからはじめよう」
- 井上芳彦：唐沢寿明
- 大木梢：西田ひかる
- 田所紘一：美木良介
- ケン・三島：冨家規政
- 藤井米蔵：伊東四朗

## 主題歌
- 「サイレント・イヴ」辛島美登里
この曲はオリコン1位を記録、クリスマスソングの定番になった。クリスマスが終わった年明けまで売れ続け、累計売上80万枚となった。

## エピソード
前川杉作役で出演していたヒロミが他局のバラエティ番組の収録中に大火傷を負い入院したため、最終回での結婚式のシーンはヒロミのみ入院先の病室で撮影を行った。当時の編集技術を駆使して違和感のないシーンに仕上げた。

## スタッフ
- 脚本：内館牧子
- ブレイン･スタッフ：秋元康
- プロデュース：遠藤環
- 制作補：貴島誠一郎
- 演出：森山享、遠藤環、金子与志一

## 放送日程
| 各話                                                       | 放送日         | サブタイトル           | 演出       | 視聴率 |
| ---------------------------------------------------------- | -------------- | ---------------------- | ---------- | ------ |
| 第1夜                                                      | 1990年10月12日 | 去年サンタは恋をくれた | 森山享     | 13.4%  |
| 第2夜                                                      | 1990年10月19日 | 女はその日に賭けている | 森山享     | 12.9%  |
| 第3夜                                                      | 1990年10月26日 | 誰にも一つは過去がある | 遠藤環     | 10.9%  |
| 第4夜                                                      | 1990年11月2日  | 私の本音って何⁉︎        | 遠藤環     | 12.7%  |
| 第5夜                                                      | 1990年11月9日  | 信じる者は…救われない  | 金子与志一 | 14.0%  |
| 第6夜                                                      | 1990年11月16日 | 夢ならいいのに…        | 森山享     | 15.8%  |
| 第7夜                                                      | 1990年11月23日 | あやまちの予感         | 森山享     | 13.3%  |
| 第8夜                                                      | 1990年11月30日 | この罪深き者たち       | 金子与志一 | 18.1%  |
| 第9夜                                                      | 1990年12月7日  | 愛されぬ理由           | 遠藤環     | 16.8%  |
| 第10夜                                                     | 1990年12月14日 | ファジーな二人         | 森山享     | 17.6%  |
| 最終夜                                                     | 1990年12月21日 | この日を忘れない       | 森山享     | 20.2%  |
| 平均視聴率 15.1%（視聴率は関東地区・ビデオリサーチ社調べ） |                |                        |            |        |